# Protosirenidae
Los protosirénidos (Protosirenidae) son una familia de mamíferos sirenios extintos relacionados con los manatíes y dugongos que vivieron desde la época del Ypresiense hasta el Bartoniense en el período Eoceno en el subcontinente indio, Europa, África y Norteamérica.